# 중화민국의 부총통
중화민국 부총통(중국어 정체자: 中華民國副總統, 중국조선어: 중화민국 부대통령)은 중화민국의 국가 수반인 총통에 다음가는 관직의 명칭이다. 총통이 궐위 때에는 부총통이 직무를 대행하게 되어 있다. 총통의 권한이 크고, 행정원장이 행정원을 통솔하며 내각을 통솔하는 데에 반해 부총통의 권한은 크지 않다. 만 40세 이상 중화민국 국민이 유권자의 선거를 통해 부총통으로 뽑힐 수 있다. 임기는 4년이고, 재선은 1회까지만 가능하다.

## 역대 부총통 목록
| 대 | 사진            | 이름              | 임기            | 임기                     | 정당       | 비고                                                     |
| 대 | 사진            | 이름              | 취임일          | 퇴임일                   | 정당       | 비고                                                     |
| -- | --------------- | ----------------- | --------------- | ------------------------ | ---------- | -------------------------------------------------------- |
| 1  |                 | 리쭝런 李宗仁     | 1948년 5월 20일 | 1954년 5월 20일 (명목상) | 국민당     | 장제스 총통 공석기간 중 총통 권한대행 부총통 직무 미이행 |
| 2  |                 | 천청 陳誠         | 1954년 5월 20일 | 1960년 5월 20일          | 국민당     | 임기 도중 사망                                           |
| 3  | 1960년 5월 20일 | 천청 陳誠         | 1965년 3월 5일  |                          | 국민당     | 임기 도중 사망                                           |
| 4  |                 | 옌자간 嚴家淦     | 1966년 5월 20일 | 1972년 5월 20일          | 국민당     | 이후 총통 사망으로 인한 총통 직무승계                    |
| 5  | 1972년 5월 20일 | 옌자간 嚴家淦     | 1975년 4월 5일  |                          | 국민당     | 이후 총통 사망으로 인한 총통 직무승계                    |
| 6  |                 | 셰둥민 謝東閔     | 1978년 5월 20일 | 1984년 5월 20일          | 국민당     |                                                          |
| 7  |                 | 리덩후이 李登輝   | 1984년 5월 20일 | 1988년 1월 13일          | 국민당     | 이후 총통 사망으로 인한 총통 직무승계                    |
| 8  |                 | 리위안추 李元簇   | 1990년 5월 20일 | 1996년 5월 20일          | 국민당     |                                                          |
| 9  |                 | 롄잔 連戰         | 1996년 5월 20일 | 2000년 5월 20일          | 국민당     | 직접선거 실시. 임기가 6년에서 4년으로 조정               |
| 10 |                 | 뤼슈롄 呂秀蓮     | 2000년 5월 20일 | 2004년 5월 20일          | 민주진보당 | 최초의 여성 부총통                                       |
| 11 | 2004년 5월 20일 | 뤼슈롄 呂秀蓮     | 2008년 5월 20일 |                          | 민주진보당 | 최초의 여성 부총통                                       |
| 12 |                 | 샤오완창 蕭萬長   | 2008년 5월 20일 | 2012년 5월 20일          | 국민당     |                                                          |
| 13 |                 | 우둔이 吳敦義     | 2012년 5월 20일 | 2016년 5월 20일          | 국민당     |                                                          |
| 14 |                 | 천젠런 陳建仁     | 2016년 5월 20일 | 2020년 5월 20일          | 무소속     | 최초의 무소속 출신 부총통                                |
| 15 |                 | 라이칭더 賴清德   | 2020년 5월 20일 | 2024년 5월 20일          | 민주진보당 |                                                          |
| 16 |                 | 샤오메이친 蕭美琴 | 2024년 5월 20일 |                          | 민주진보당 | 2번째 여성 부총통                                        |

## 같이 보기
- 중화민국 총통
- 중화민국 총통부